# Jacques de Molay
Vous lisez un « bon article » labellisé en 2014.
Pour les articles homonymes, voir Molay.
Jacques de Molay, né entre 1244 et 1249 à Molay, village de l'actuelle Haute-Saône en Franche-Comté, et mort à Paris le 11,,,, ou le 18 mars 1314, fut le 23e et dernier maître de l'ordre du Temple.
Il entre dans l'ordre à Beaune en 1265. Après avoir combattu en Terre sainte, il est élu à la tête de l’ordre en 1292, alors qu'il se trouve à Chypre. À cette date, l'ordre est en crise, après la mort de nombreux frères et dignitaires lors de la chute des dernières positions des États latins d'Orient et de Saint-Jean-d'Acre en mai 1291. La défense de ces lieux étant la raison d'être des Templiers, leur réputation est affaiblie. Jacques de Molay consacre son magistère à réorganiser l'ordre en Orient et en Occident, à préparer la reconquête des lieux saints et à nouer des alliances solides en Europe.
C'est dans cette dernière tâche qu'il échoue. Le 13 octobre 1307, il est arrêté à Paris sur ordre de Philippe le Bel, qui accuse les Templiers d'hérésie et de pratiques obscènes. Après quelques hésitations, le pape Clément V et les autres souverains chrétiens ne le soutiennent pas. À la suite d'un procès peu équitable, Jacques de Molay est exécuté, en mars 1314, sur un bûcher dressé sur l'île aux Juifs, à Paris.
La fin dramatique de Jacques de Molay a inspiré légendes et fictions tournant en particulier autour de la malédiction qu'il aurait lancée contre Philippe le Bel et Clément V. La plus célèbre est la suite romanesque Les Rois maudits (1955 à 1977), de Maurice Druon, qui prend pour point de départ l'exécution de Jacques de Molay.

## Sources

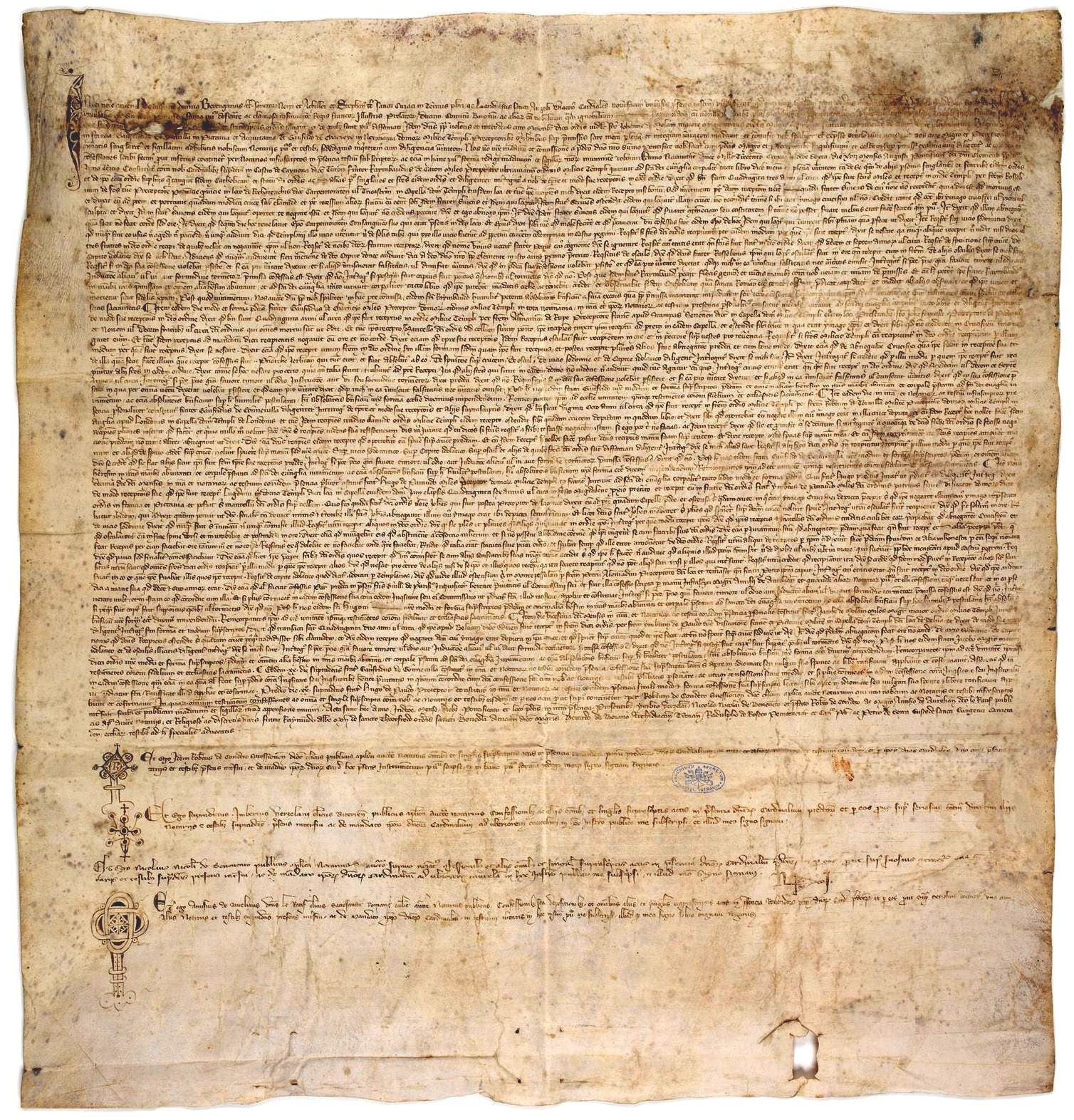
Le parchemin de Chinon.

Les sources sur Jacques de Molay sont abondantes mais déséquilibrées : on ne dispose de presque rien sur sa jeunesse, la documentation est plus importante après son accession à la maîtrise en 1292 et enfin les sources deviennent pléthoriques à partir de 1307, date de son arrestation par Philippe le Bel. Sur l'homme lui-même, l'historien Alain Demurger estime les sources « lapidaires, imprécises et indirectes ».
Les chroniques médiévales contemporaines rapportent les principaux événements survenus pendant sa maîtrise. La Chronique du Templier de Tyr, dont l'auteur est le secrétaire du grand maître Guillaume de Beaujeu, prédécesseur de Jacques, est favorable à l'ordre du Temple, mais réservée sur Molay lui-même. La chronique de Guillaume de Nangis, moine de Saint-Denis, rapporte le point de vue français.
Les archives royales de la couronne d'Aragon et les archives pontificales à Rome contiennent des lettres, des traités et actes administratifs utiles. Certaines lettres et des mémoires ont été rédigés par Jacques de Molay lui-même, avec parfois un contenu personnel mais des dates imprécises.
Les procès-verbaux des interrogatoires fournissent une masse de documents, évidemment difficiles à interpréter : dans quelle mesure les témoignages et aveux ont-ils été sincères, extorqués sous la torture ou achetés ?
La recherche historique et l'exploration des archives progressent sans cesse. Ainsi l'original du parchemin de Chinon, document essentiel mais perdu dans les archives secrètes du Vatican depuis le XVIIe siècle, a été retrouvé en 2002 par l'historienne Barbara Frale et publié en 2007 avec l'ensemble des documents relatifs au procès.

## Biographie

### Avant l'accession à la maîtrise

#### Jeunesse
Jacques est né à Molay, dans le comté de Bourgogne (actuelle Haute-Saône en Franche-Comté). La date exacte de sa naissance reste inconnue, se situant vraisemblablement entre 1244 et 1249. Il est le fils aîné d'une famille de petite ou moyenne noblesse. Cette famille, sa jeunesse, son parcours jusqu'à sa réception dans le Temple sont mal connus.

#### Réception dans l'ordre du Temple

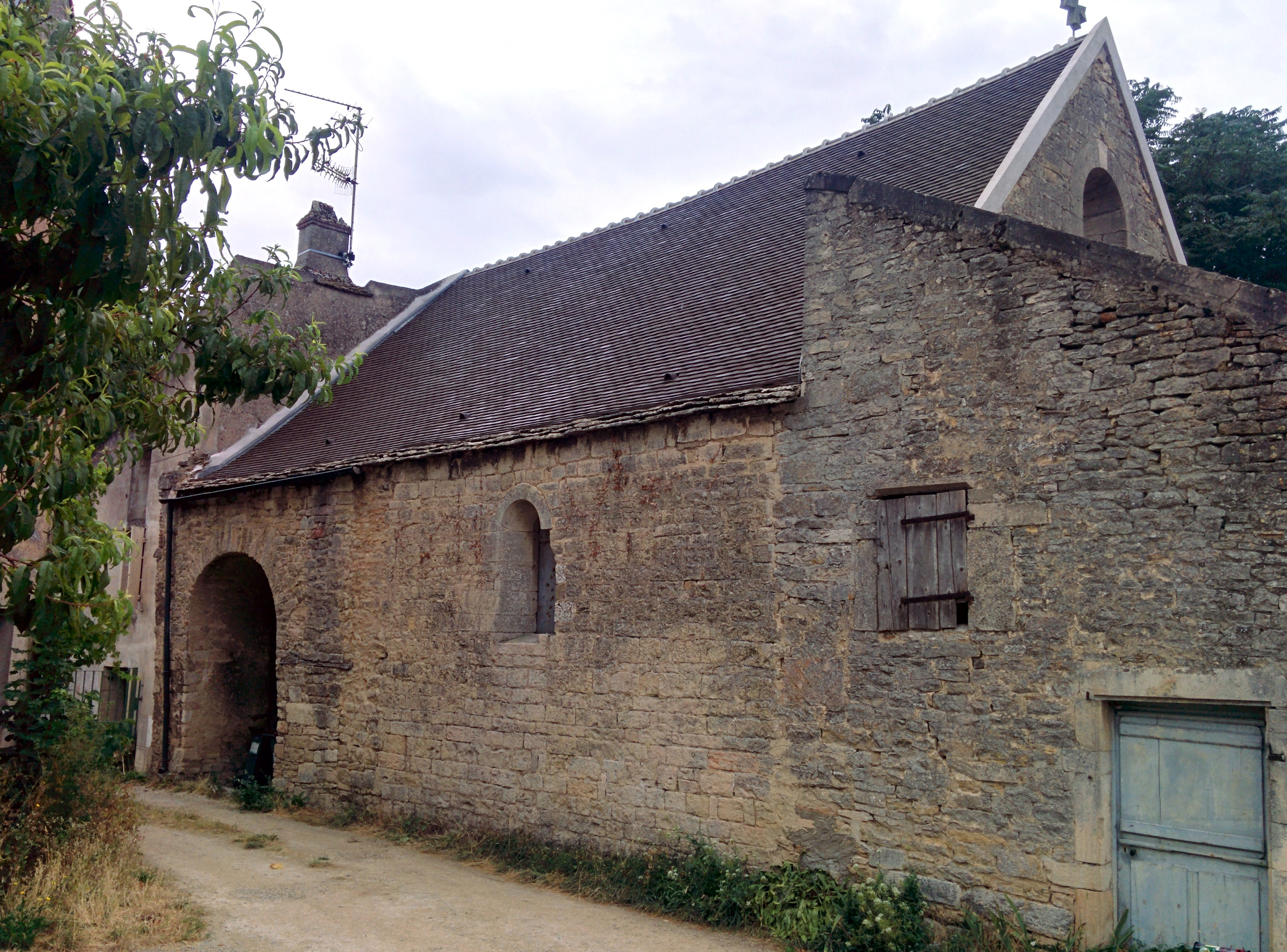
Chapelle de la commanderie de Beaune où Jacques de Molay a été ordonné.

Il est reçu dans l'ordre en 1265 à la commanderie de Beaune par Humbert de Pairaud, qui occupe le poste de « Visiteur de France et d'Angleterre », et en présence d'Amaury de La Roche, maître en France et ami du roi de France Louis IX. Comme le veut la règle, l'aspirant est reçu devant l'ensemble des frères présents, on lui fait lecture de ses devoirs et de ses vœux, puis on lui remet le manteau de l'ordre. Quarante-deux ans plus tard, lors de son procès, il va devoir répondre de l'accusation d'avoir participé à cette occasion à un rituel initiatique scandaleux.

#### Départ pour l'Orient

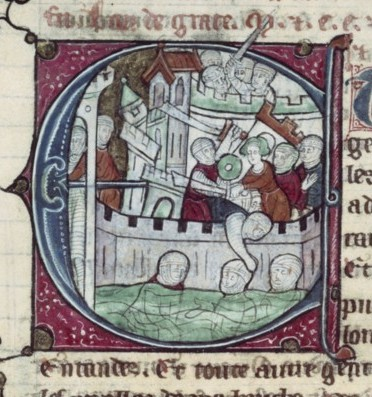
Siège de Saint-Jean-d'Acre en 1291. Lettrine historiée de lHistoire d'outremer de Guillaume de Tyr, vers 1300, BNF.

Aucun document n'a été retrouvé permettant de connaître les premières années de Jacques au sein de l'ordre, ni sa carrière, ni les lieux où il a résidé. Pour l'historienne Barbara Frale, il était probablement un proche du grand maître Guillaume de Beaujeu, une hypothèse que l'historien Alain Demurger ne suit pas car on manquerait de documents pour l'attester. Quoi qu'il en soit, Jacques devient Templier au moment où la Terre sainte et les positions de l'ordre sont menacées par les mamelouks. Il est donc rapidement envoyé en Orient en tant que chevalier, combattant, entre 1266 et 1271 au plus tard.
En 1291, les mamelouks mènent une offensive décisive contre les Francs en Terre sainte. Après un siège de deux mois, Saint-Jean-d'Acre tombe et le grand maître Guillaume de Beaujeu, qui défend la ville en personne, est blessé mortellement. Les dernières positions franques sont évacuées ou prises dans les mois qui suivent. Les Templiers comme les autres s'enfuient vers Chypre, royaume franc où l'ordre est solidement implanté. Jacques de Molay participe à ces derniers combats et à l'évacuation vers Chypre.

### Le maître de l'ordre du Temple

#### Élection et gouvernement
Après la mort de Guillaume de Beaujeu, Thibaud Gaudin est élu à la tête de l'ordre. Sa mort précoce au début de l'année 1292 oblige les Templiers à une nouvelle élection. L'ordre procède donc comme le veut leur règle à la réunion d'un chapitre à Chypre. Un collège de treize électeurs doit proposer des noms de frères capables d'assumer la fonction. Celle-ci est disputée par Hugues de Pairaud et Jacques de Molay. Ce dernier est élu en avril 1292 grâce au soutien des Comtois et des Bourguignons, assez nombreux sur l'île à cette date.
Comme de nombreux frères et dirigeants sont morts lors de la perte de la Terre sainte, Jacques procède à de nombreuses nominations avec l'accord du chapitre : Baudouin de Landrin est nommé maréchal, Berenguer de Saint-Just commandeur de la terre, Guillaume de la Tour turcopolier, Raymond de Barber sous-maréchal, Marin de Lou trésorier et d'autres postes de moindre importance. De nombreux Bourguignons et Aragonais sont promus, ce qui donne une indication sur les inclinaisons politiques du nouveau grand maître.

#### Diplomatie et gestion de l'ordre
En 1293, le grand maître se rend en Europe pour régler à la fois des questions diplomatiques et des affaires internes à l'ordre. Il débarque à Marseille et réunit un chapitre général à Montpellier. Il durcit un peu la règle de l'ordre afin de renforcer la discipline et la réputation des frères et rappelle l'obligation de charité et d'hospitalité des commanderies. Il se rend ensuite en Aragon pour mettre fin à un différend patrimonial entre Jacques II et les Templiers locaux. Ce conflit est réglé avec succès et l'alliance avec la couronne aragonaise confirmée. Il se rend également en Angleterre pour négocier avec Édouard Ier l'annulation de lourdes amendes infligées au maître du Temple dans ce royaume. Il se rend ensuite à Rome où Boniface VIII, suzerain de l'ordre, vient d'être élu pape. Pour se le concilier, il offre des cadeaux à ses proches. Boniface se montre favorable à Jacques de Molay et fulmine plusieurs bulles réaffirmant l'immunité et les privilèges des frères en chrétienté. Début 1296, il réunit un chapitre général à Arles avec les maîtres des différentes provinces de l'ordre pour entériner ces décisions.
En parallèle à la gestion des affaires de l'ordre, il multiplie les rencontres pour obtenir de l'aide en vue de la reconquête de la Terre sainte. Il obtient du royaume de Naples, de l'Aragon et de l'Angleterre le droit, pour les domaines templiers, d'exporter librement vers Chypre les vivres, les armes, les chevaux et l'argent.
À l'automne 1296, après une tournée de trois années, il rentre à Chypre, siège de l'ordre. Il doit contenir les ambitions du roi Henri II d'amoindrir les privilèges et les possessions des Templiers sur l'île. Ils y sont en effet solidement implantés au point de susciter crainte et convoitise chez Henri : cinq commanderies et quatre châteaux forts auxquels sont rattachés une cinquantaine de domaines ou de villages. Ils y recèlent de nombreuses armes et des tonnes de vivres. En plus de la production agricole, l'ordre pratique le commerce et le négoce, et affrète des caraques pour exporter du coton ou du sucre. Il prête de l'argent, se porte garant, aide des familles à récupérer des otages. Le Temple respecte en revanche sa règle de ne jamais commercer avec les musulmans et tente de pourchasser les chrétiens qui s'y adonnent. Le grand maître poursuit le recrutement et le transfert de Templiers pour Chypre dans toutes les provinces de l'ordre, avec une préférence notable pour les Bourgognes (ducale et comtale sa terre natale), et la couronne d'Aragon, son allié. Le but de ces augmentations d'effectifs est évidemment la reconquête de la Terre sainte.
Les jugements des historiens actuels sur la gestion du grand maître sont contrastés. Jonathan Riley-Smith et Anthony Luttrell pensent que l'ordre était dans une situation catastrophique et que Jacques de Molay s'avéra incompétent,. Alain Demurger affirme que ces assertions sont basées sur les aveux extorqués aux Templiers et donc douteuses ; pour lui le grand maître s'est avéré un bon diplomate, un chef et un gestionnaire capable.

#### L'activité militaire

L'offensive franco-mongole de 1300-1301 en Terre sainte.

La priorité du nouveau grand maître est religieuse et militaire, pour l'historien Alain Demurger : « il croit à la croisade, à la reconquête de Jérusalem […] la croisade n'est pas en 1300 un idéal mort. Jérusalem n'est pas un objectif de doux rêveur, Jacques de Molay en a une expérience pratique ».
Il doit également se consacrer de toute urgence à la protection des États chrétiens subsistants : Chypre et l'Arménie. Ces deux royaumes sont sous la menace d'une attaque mamelouk. En 1298, le château de Roche-Guillaume, situé en Arménie mais défendu par les Templiers, est pris par les Mamelouks. Jacques de Molay et le grand maître des Hospitaliers Guillaume de Villaret se rendent en Arménie pour défendre le royaume.
À cette date, le rapport de forces entre chrétiens et Mamelouks penche nettement en faveur de ces derniers qui ne cessent de progresser. Les chrétiens peuvent cependant compter sur les Mongols de Perse dirigés par Mahmud Ghazan Khan dont l'expansionnisme les pousse à convoiter les terres mameloukes. Le khan envoie un ambassadeur à Nicosie en 1300 pour nouer une alliance. Le roi de Chypre, le roi d'Arménie et Jacques de Molay décident de l'escorter jusqu'au pape pour appuyer l'idée d'une alliance.
En attendant les résultats de cette initiative diplomatique, Henri II, Guillaume de Villaret et Jacques de Molay lèvent une flotte en vue d'un raid sur l’Égypte. Les chrétiens, à bord de seize galères et d'une dizaine de petits navires, sont accompagnés d'un émissaire mongol. En juillet 1300, ils pillent Rosette et Alexandrie avant de regagner Chypre. Le butin est considérable et les chrétiens envoient un signe fort à Mahmud Ghazan, démontrant leur détermination à engager le combat projeté. Le chef mongol leur envoie par la suite un message pour les prévenir qu'il a l'intention de lancer bientôt sa campagne et les invite à débarquer en Arménie pour organiser une offensive commune.
Le roi de Chypre envoie une armée en Arménie accompagnée de 300 chevaliers des deux ordres dirigés par les grands maîtres en personne. Ils prennent d'assaut l'île d'Arouad, proche de la côte syrienne, avec pour objectif de la transformer en base pour leurs futures opérations. Ils prennent ensuite la cité portuaire de Tortose, pillent la région, capturent de nombreux musulmans qu'ils revendent comme esclaves en Arménie en attendant l'arrivée des Mongols. Cependant, Mahmud Ghazan tombe malade et renonce à sa campagne. Les chrétiens décident dès lors de rentrer à Chypre mais Jacques de Molay laisse une garnison templière à Arouad, placée sous le commandement du maréchal de l'ordre Barthélemy de Quincy, avec l'espoir de relancer une offensive l'année suivante. À partir de l'île, il organise de nombreux raids sur les terres musulmanes. En septembre 1302, l'île est pourtant reprise par les Mamelouks, qui exécutent la plupart des Templiers présents sur place.

### La chute

#### L'arrestation
Fin 1306, le pape Clément V, alors installé en France, convoque les grands maîtres pour organiser avec eux la prochaine croisade et leur faire part de son projet d'unir les deux ordres. Jacques de Molay présente un plan ambitieux issu de son expérience : pour lui, il est inutile d'envoyer des petites armées guerroyer contre les musulmans de même qu'il est inutile de prendre appui sur l'Arménie qui est un royaume trop faible. Il suggère le départ en croisade de l'ensemble des souverains d'occident sous la direction papale, avec une armée d'au moins 20 000 hommes, les républiques italiennes fournissant le transport. Il cherche aussi à faire condamner par le pape le commerce que pratiquent les Italiens avec les musulmans. Concernant l'union des ordres, Jacques de Molay rejette toute idée de fusion.
Peu après son arrivée, le grand maître reçoit des nouvelles inquiétantes : le roi de France Philippe le Bel serait en train d'accumuler des charges contre son ordre, d'anciens Templiers témoigneraient de manquements à la charité (richesse et avarice de l'ordre), de comportements dépravés et, beaucoup plus grave, de pratiques hérétiques. Molay n'apprécie pas Philippe IV, responsable indirect de la mort de Boniface VIII après l'attentat d'Anagni. C'est de plus un ennemi de l'Aragon, principal allié des Templiers, et enfin un roi agressif qui cherche à contrôler l’Église — avec succès, puisqu'il contraint Clément V à s'installer dans son royaume — et les ordres religieux afin de mettre la main sur leur patrimoine lorsque l'occasion s'en présente. En outre, Philippe le Bel a emprunté des sommes importantes auprès du Temple et ne règle pas ses dettes.
Pour couper court aux rumeurs et à l'enquête des Français, Jacques de Molay demande une enquête pontificale à Clément V. Ce dernier la lui accorde le 24 août 1307. Philippe le Bel n'attend pas les résultats de l'enquête et hâte l'arrestation à l’abbaye Notre-Dame-La-Royale, près de Pontoise, le jour de la fête de l’Exaltation de la Sainte Croix. Il dépêche des messagers le 14 septembre 1307 à tous ses sénéchaux et baillis, leur ordonnant de procéder à la saisie de tous les biens mobiliers et immobiliers des Templiers ainsi qu'à leur arrestation massive en France au cours d'une même journée, le vendredi 13 octobre 1307. L'ordre est également donné de ne rien divulguer de cette opération avant le jour prévu. Le but est clair, il s'agit de profiter du fait que les Templiers sont disséminés sur tout le territoire et ainsi d'éviter qu'alarmés par l'arrestation de certains de leurs frères, ils ne se regroupent et ne deviennent alors difficiles à arrêter.
Jacques de Molay ne semble pas prendre trop aux sérieux les menaces françaises. L'enquête menée par Guillaume de Nogaret n'ayant recueilli que des témoignages provenant de Templiers chassés de l'ordre à cause de leur mauvaise conduite, il considère que leur parole est de peu de poids. Le 12 octobre 1307, Jacques de Molay se rend à Paris pour assister aux obsèques de Catherine de Courtenay, épouse de Charles de Valois, frère du roi. Il est reçu avec tous les honneurs dus à son rang. Le lendemain, le vendredi 13 octobre 1307, le piège se referme comme prévu et Jacques de Molay et sa suite sont arrêtés, les biens du Temple saisis.
Le nombre des personnes arrêtées est difficile à préciser, car les documents ne les recensent pas avec précision. Les procès-verbaux des interrogatoires de la fin octobre indiquent 138 membres de l'ordre arrêtés à Paris, ainsi que 94 en province. La commission pontificale de 1310-1311 interroge quelque 231 templiers, et on en compte 546 détenus dans une trentaine de lieux en 1310.
Dès qu'il apprend la nouvelle de l'arrestation des Templiers, Clément V se précipite à Poitiers afin de commander la tenue d'un consistoire. L'objectif est de mettre en place un tribunal où le pape et ses cardinaux pourront entendre les plaintes et les accusations. Hugues de Pairaud, maître de France, se rendant à ce tribunal pour témoigner en compagnie de seize ou dix-sept frères de l'ordre, est pourtant arrêté et emmené à Loches. Le consistoire dure plusieurs jours et le pape décide finalement de s'opposer au roi. Il écrit d'ailleurs à Philippe le Bel le 27 octobre 1307 pour signifier son indignation devant l'arrestation des Templiers et le mépris dont le roi a fait preuve en agissant de la sorte. Il s'agit d'une atteinte directe aux prérogatives papales et Clément V en est parfaitement conscient : l'initiative de l'enquête a certes été prise au nom de l'Inquisition, par l'entremise de Guillaume Humbert, mais elle a été commandée par un prince séculier et non par le pape. De fait, le combat que ce dernier commence à mener pour la défense de l'ordre a aussi pour but la sauvegarde de l'indépendance et de l'autorité du Saint-Siège.

#### Les interrogatoires et le dernier combat
Dans toute la France, des inquisiteurs interrogent et torturent plus de 138 templiers. Philippe triomphe, car nombreux sont ceux qui passent aux aveux et ils sont extrêmement graves : reniement du Christ, crachats sur la croix et baisers obscènes lors de l'intronisation, sodomie entre frères, idolâtrie. Jacques de Molay avoue lui aussi une partie des crimes : reniement et crachat lors de son admission en 1265. Les aveux du grand maître sont rendus publics et portent un coup décisif à la réputation du Temple. Les rois d'Angleterre et d'Aragon, au départ hostiles à Philippe, changent d'avis après ces révélations. Le pape, qui veut reprendre la main, leur ordonne de procéder à l'arrestation des frères présents dans leurs États. En Aragon et à Chypre, les Templiers refusent de se soumettre et prennent les armes.
Cependant, Clément V considère avec méfiance la fiabilité de ces aveux et il envoie deux cardinaux Bérenger Fredol (Frézouls) et Étienne de Suisy interroger directement Jacques de Molay. Philippe refuse et le pape doit le menacer d'excommunication pour qu'il finisse par céder. Le 27 décembre 1307, les cardinaux accèdent enfin au grand maître : celui-ci leur affirme que les aveux lui ont été extorqués, clame son innocence et leur remet un document dans lequel il enjoint à tous les Templiers qui ont avoué de se rétracter. Le pape décide de suspendre la procédure royale mais le roi garde emprisonnés les Templiers, au moins 178 à cette date,.
Jacques de Molay reste aux mains du roi, à Chinon. En août 1308, les cardinaux l'interrogent de nouveau et selon le procès-verbal il change encore de discours : il revient à ses premiers aveux. Les cardinaux l'absolvent et le réintègrent dans l'unité de l'Église. Ayant été pardonné, Molay est désormais lié à ses aveux, en cas de nouvelle rétractation, il risque désormais le bûcher pour relaps.
Un an plus tard, le 26 novembre 1309, il comparaît devant la commission pontificale chargée d'enquêter sur les Templiers, en présence de Guillaume de Nogaret. Jacques de Molay tente à nouveau de se défendre, il se plaint de ne pas posséder les moyens nécessaires. Les commissaires lui rappellent qu'il est accusé d'hérésie et lui font lecture de ses aveux à Chinon. Molay marque sa surprise à cette lecture, affirme qu'il ne peut parler devant eux et ajoute : « Il faudrait réserver à de tels pervers le sort que leur réservaient les Sarrasins et les Tartares : eux ils tranchent la tête aux pervers ». Lors d'une nouvelle comparution deux jours plus tard, le grand maître déclare qu'il ne peut se défendre seul face à ses adversaires, se disant « pauvre chevalier illettré », il ne connaît pas le latin et n'a pas les moyens d'acheter de l'aide. Il déclare que l'ordre possède les plus beaux lieux de culte, qu'aucune autre institution n'a versé autant de sang pour la défense du Christ. Il refuse de parler davantage devant les commissionnaires et réclame d'être conduit directement au pape, le seul à pouvoir l'interroger. Mais il n'est jamais amené devant le pape et n'est plus interrogé.
Les différents retournements de Jacques de Molay ne trouvent pas d'explication évidente. Il n'est pas prouvé qu'il ait été torturé mais plusieurs lettres contemporaines l'affirment et cela pourrait expliquer ces revirements. L'erreur du grand maître a sans doute été de se reposer entièrement sur Clément V. Ce dernier a bien tenté de le défendre dans un premier temps, mais il finit par préférer un compromis avec le puissant roi de France, au détriment des Templiers.

#### Le procès et l’exécution

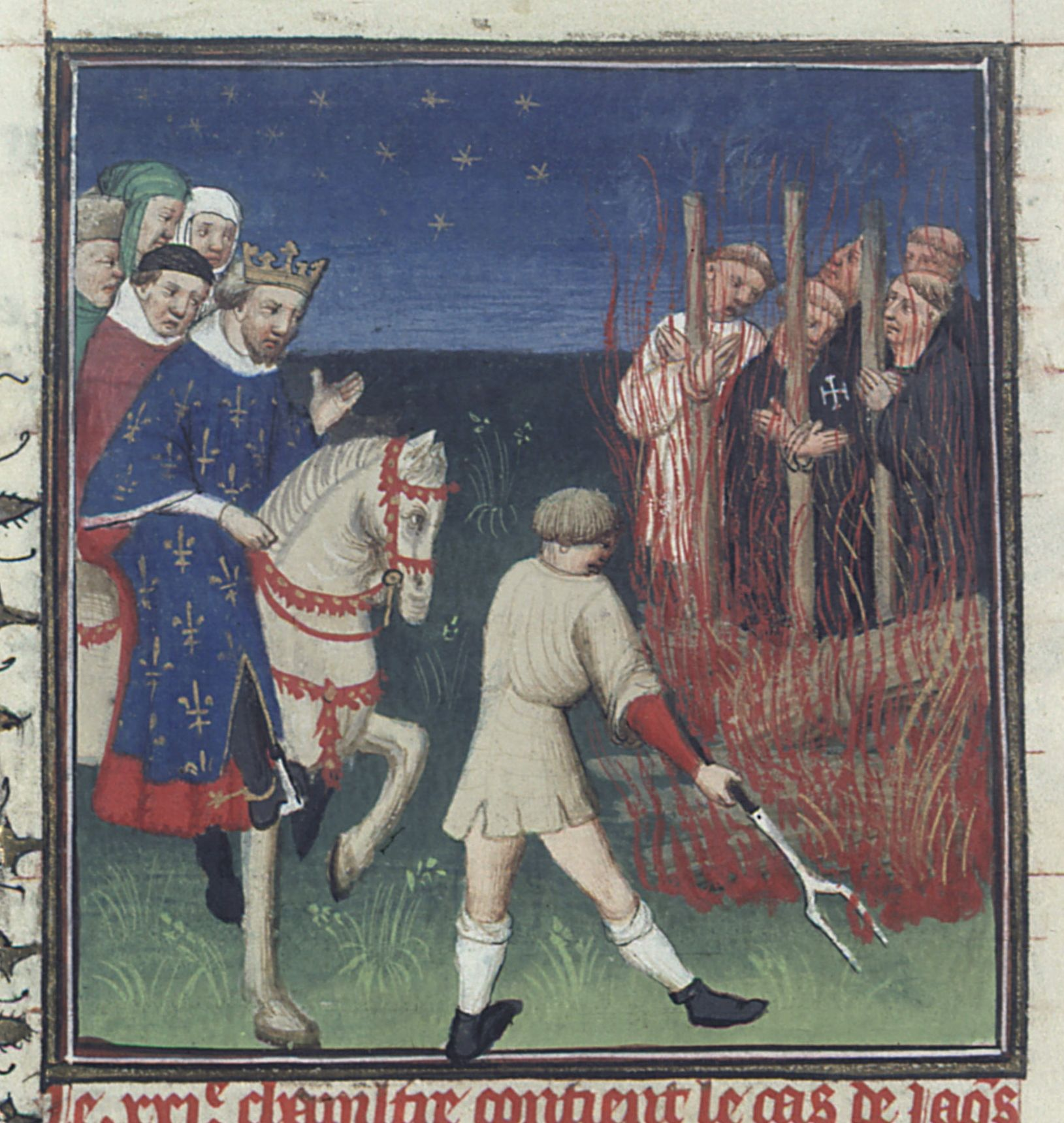
Miniature du Maître de Bedford tirée du Des cas des nobles hommes et femmes de Boccace. Vers 1415-1420, BNF.

En décembre 1313, le pape nomme une nouvelle commission de trois cardinaux pour juger Jacques de Molay, Hugues de Pairaud, maître de France, Geoffroy de Gonneville, maître d’Aquitaine et de Poitou, et Geoffroy de Charnay, maître de Normandie. En mars 1314, Jacques de Molay et Geoffroy de Charnay reviennent sur leurs aveux et clament leur innocence et celle du Temple. En conséquence, les juges condamnent Pairaud et Gonneville à la prison à vie, Molay et Charnay au bûcher, condamnés comme relaps pour être retombés dans leurs erreurs. Philippe les livre aux flammes le jour même, sur l'île aux Juifs. Geoffroi de Paris, clerc royal et présent lors du bûcher, rapporte non sans invraisemblance l'attitude et les dernières paroles du grand maître :

« Le maître, qui vit le feu prêt, s'est dépouillé immédiatement sans peur, et se mit tout nu en sa chemise. Il ne trembla à aucun moment, bien qu'on le tire et bouscule. Ils l'ont pris pour le lier au poteau, et lui, souriant et joyeux, se laisse faire. Ils lui attachent les mains, mais il leur dit : « Seigneurs au moins, laissez-moi joindre un peu mes mains, et vers Dieu faire oraison, Car c'en est le temps et la saison. Je vois ici mon jugement, où mourir me convient librement. Dieu sait qui a tort et a péché, le malheur s'abattra bientôt sur ceux qui nous condamnent à tort. Dieu vengera notre mort. Seigneur sachez que, en vérité, tous ceux qui nous sont contraires par nous auront à souffrir. En cette foi je veux mourir. Voici ma foi, et je vous prie, que devers la Vierge Marie, dont notre Seigneur le Christ fut né, mon visage vous tournerez ». On lui a accordé sa requête. Et la mort le prit si doucement que chacun s'en émerveilla »

— Geoffroi de Paris, Chronique métrique de Philippe le Bel.
Geoffroy de Charnay monte sur le bûcher après lui et prend la parole pour faire l'éloge du grand maître, mort en martyr. Un autre chroniqueur, un Florentin affirmant tenir ses informations d'un parent témoin de la scène, rapporte que les ossements des morts sont recueillis dans la nuit par des religieux et mis à l'abri dans des lieux saints.

## Postérité, légendes et fictions

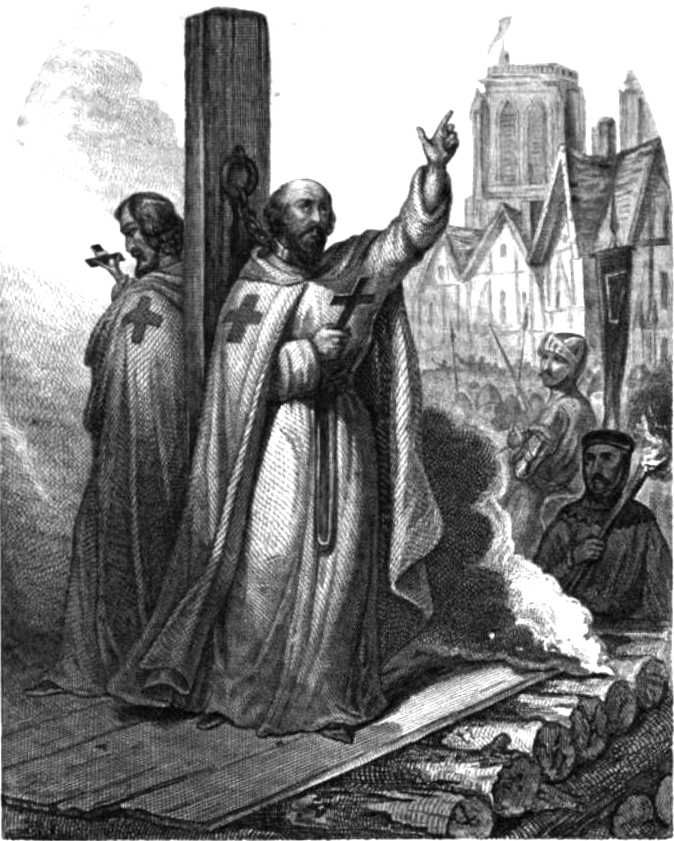
Représentation imaginaire de Jacques de Molay datant du XIXe siècle. Il n'existe aucun portrait de lui réalisé de son vivant.

### La malédiction
Dès le XIVe siècle, le destin tragique de Jacques de Molay inspire des auteurs. Boccace parle de lui dans son De casibus virorum illustrium (Des cas d'hommes illustres) comme parfait exemple d'homme modeste que la Fortune a porté au sommet et dont la chute fut d'autant plus spectaculaire. Cependant, c'est souvent la fin des Templiers et de l'ordre qui marque la littérature et en particulier le bûcher spectaculaire du 11 mai 1310 durant lequel 54 templiers sont brûlés.
La légende la plus connue et la plus ancienne autour de Jacques de Molay concerne la malédiction qu'il est censé avoir lancée contre Philippe le Bel et les Capétiens. Selon l'historienne Colette Beaune, cette légende est née après un épilogue stupéfiant pour les contemporains de Philippe le Bel : comment le roi le plus puissant de la chrétienté, doté de trois fils, a-t-il pu voir s'achever sa dynastie et plonger son royaume dans la guerre de Cent Ans ? Dans les mentalités médiévales, comment expliquer la chute de cheval, l'adultère de ses brus, la mort précoce de ses trois fils si ce n'est par une raison surnaturelle ? La malédiction est cependant plus souvent attribuée à Boniface VIII, pape dont la mort est imputable à Philippe. C'est au XVIe siècle que la malédiction est clairement formulée. Paolo Emilio rédige par la suite une histoire de France pour le compte du roi François Ier où il met en scène la mort d'un Jacques de Molay maudissant le roi et le pape et les convoquant devant le tribunal de Dieu. Les historiens des siècles suivants reprennent son récit.
Cette légende s'est maintenue jusqu'à la suite romanesque historique Les Rois maudits, rédigée par Maurice Druon entre 1955 et 1977, ajoutant au roi et au pape le garde du Sceau, déjà mort depuis quelques mois, Guillaume de Nogaret, qui avait procédé à l'arrestation des Templiers et à leur procès. Cette suite et ses adaptations télévisées contribuent à populariser encore davantage Jacques de Molay et sa malédiction :

« Pape Clément !… Chevalier Guillaume !… Roi Philippe !… Avant un an, je vous cite à paraître au tribunal de Dieu pour y recevoir votre juste jugement ! Maudits ! Maudits ! Maudits ! Tous maudits jusqu'à la treizième génération de vos races ! »

— Les Rois maudits, 1955
Une version populaire de la légende attribue à la malédiction la mort de Louis XVI qu'elle situe à la treizième génération après Philippe le Bel, alors que la treizième génération est celle des enfants de Louis XIV.

### Une figure nationale et positive

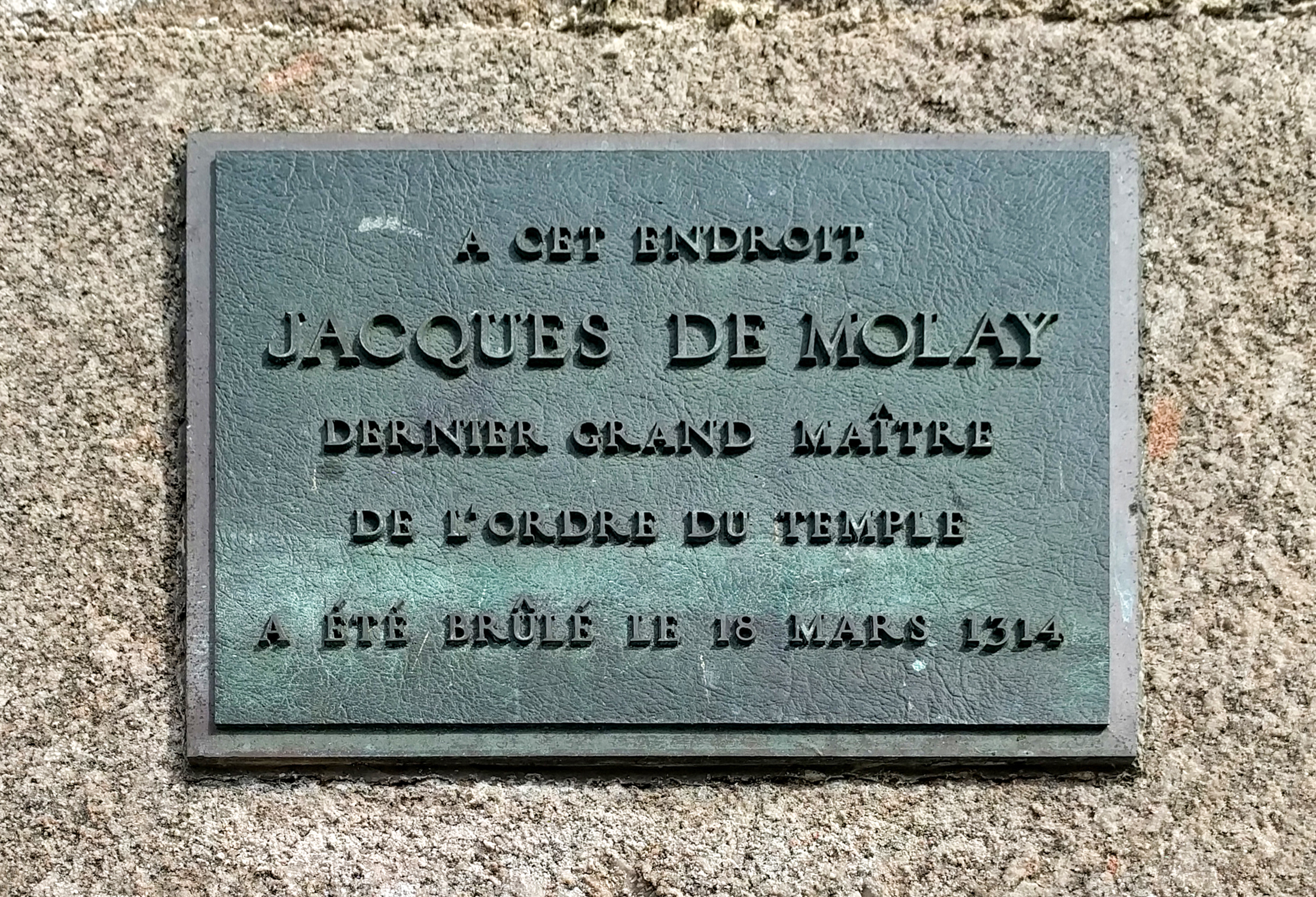
Plaque indiquant l'endroit du bûcher, square du Vert-Galant, Pont Neuf, Paris.

En 1804 Bernard-Raymond Fabré-Palaprat devient grand maître de la loge maçonnique parisienne des Chevaliers de la Croix, affiliée au Grand Orient de France. Il se revendique comme le successeur de Jacques de Molay. Il fabrique un faux manuscrit latin daté de 1324, la Carta Transmissionis (ou charte Larménius du nom du premier successeur de Molay), qui porte les signatures des grands maîtres depuis la chute de l'Ordre. Ce mouvement « néotemplier » est le précurseur de plusieurs sectes ou groupes ésotériques qui continuent à éclore jusqu'au XXe siècle.[réf. nécessaire]
En 1805, une pièce de François Just Marie Raynouard intitulée Les Templiers est jouée à la Comédie-Française et remporte un grand succès. Jacques de Molay y est un véritable héros qui oppose son honneur aux bassesses du roi. La pièce est jouée tout au long du siècle et fait l'objet de nombreuses éditions, de Molay devient une figure positive et nationale, incarnant le courage jusque dans la mort, au même titre que Jeanne d'Arc. Le grand maître devient le sujet de nombreux artistes parmi lesquels les peintres Claudius Jacquand, François Marius Granet et Amaury-Duval.

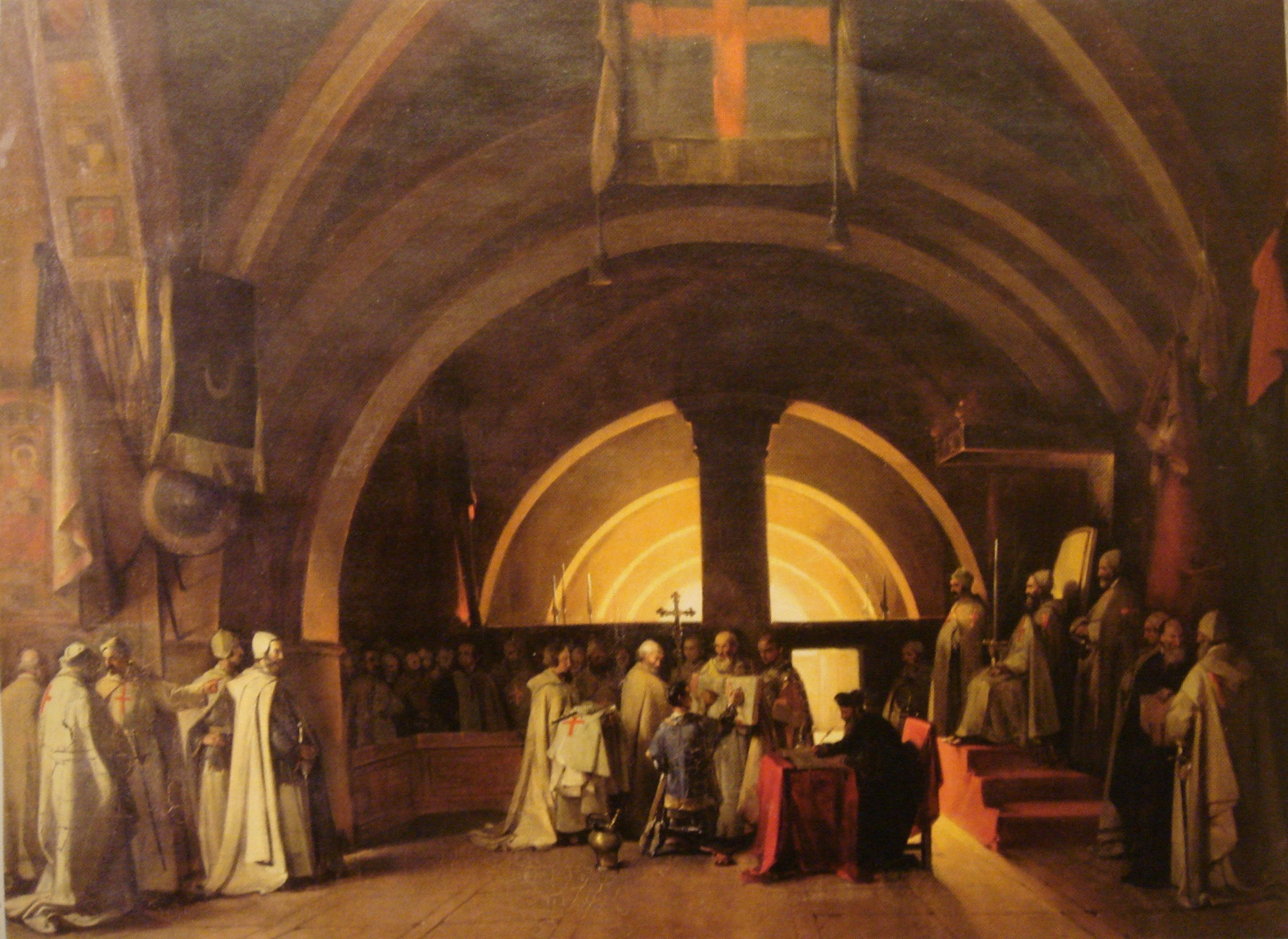
L'ordination de Jacques de Molay vue par François Marius Granet musée Calvet d"Avignon.
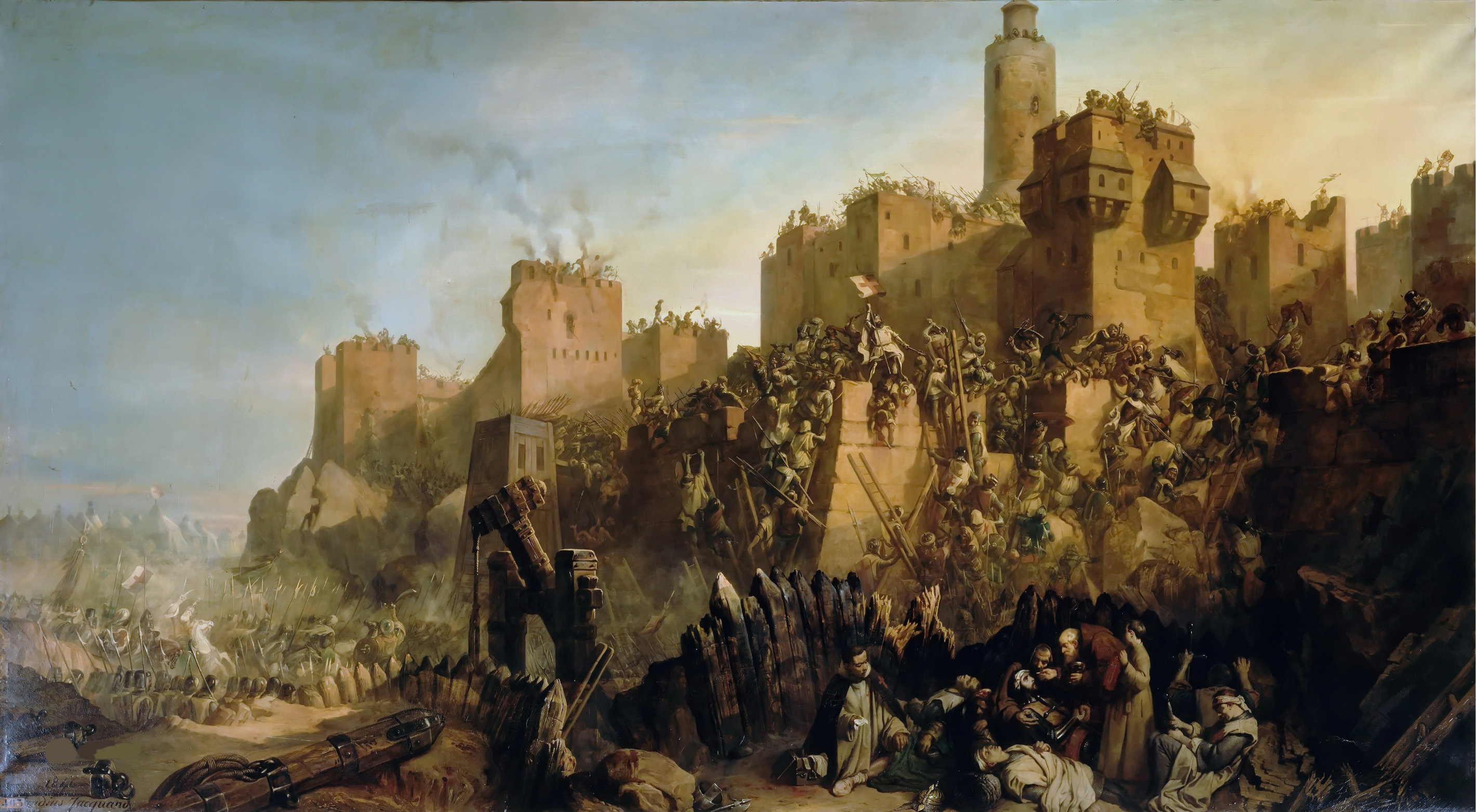
La prise de Jérusalem par Jacques de Molay vue par Claudius Jacquand, bataille imaginaire.
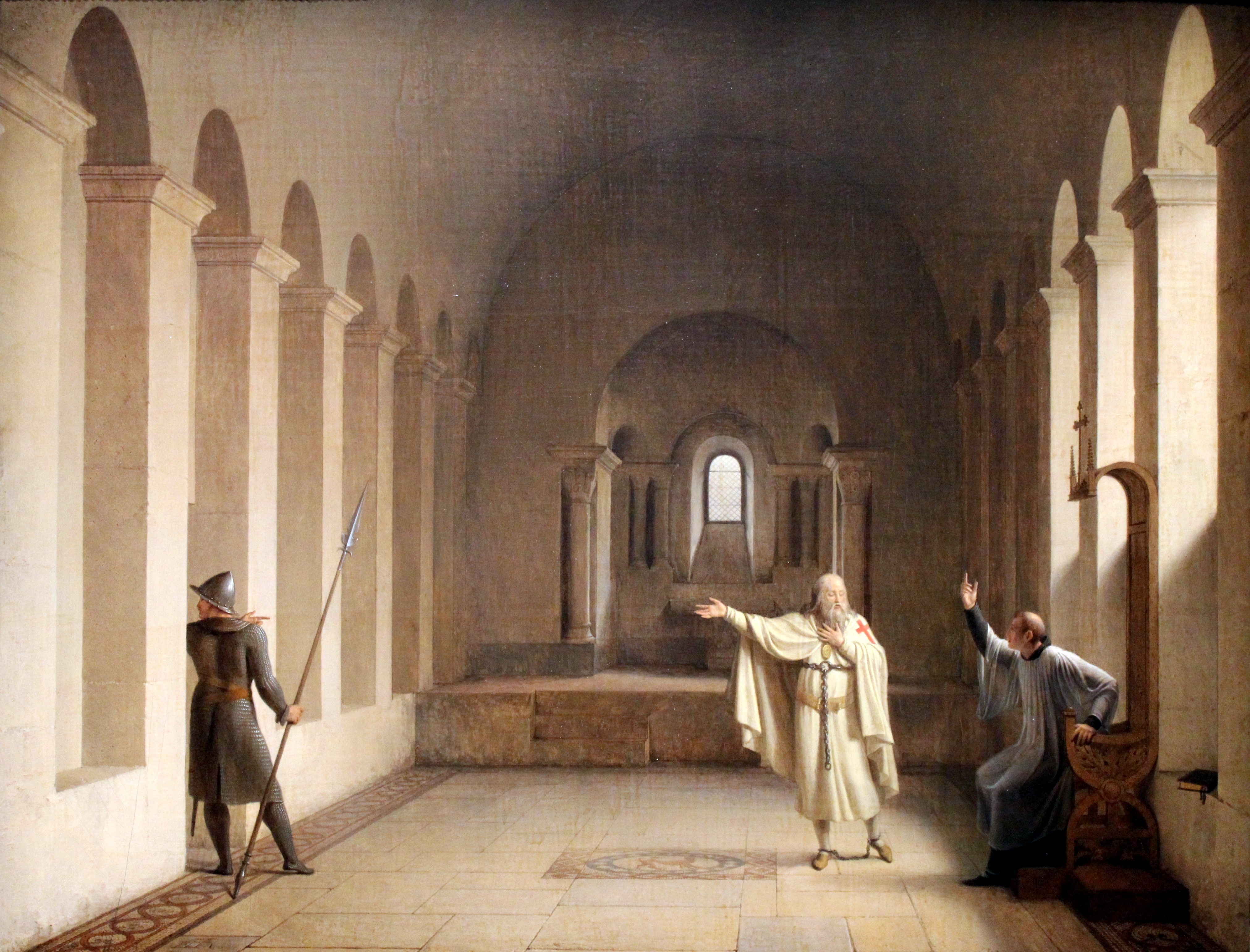
Jacques de Molay, grand maître des Templiers vu par Fleury François Richard en 1806.

## Représentation dans la culture populaire

### Cinéma
- 1928 : Les Hautes-Pyrénées de Henri Vorins, un court-métrage où il est joué par acteur anonyme.
- 2004 : Le Sang des Templiers de Florian Baxmeyer où il est interprété par Valentinas Klimas.
- 2023 : M. Mekanik et les Templiers, un film Netflix.

### Télévision
- 1961 : Les Templiers de Stellio Lorenzi, au sein de la série La caméra explore le temps où il est interprété par Louis Arbessier.
- 1972 : Les Rois maudits de Claude Barma avec Xavier Depraz.
- 1974 : Le Procès des Templiers de Guy Vassal et Claude-Jean Bonnardot avec Jean Davy.
- 2000 : Belphégor de Gérald Dupeyrot, acteur non crédité.
- 2005 : Les Rois maudits de Josée Dayan avec Gérard Depardieu.
- 2006 : Knights Templar de Michael S. Ojeda, épisode de la série Secret History of Religion avec Matthew Udall.
- 2017 : Knightfall de Don Handfield et Richard Rayner avec Robert Pugh.

### Musique
- 1985 : Le groupe américain de heavy metal Manilla Road dédicace son album The Deluge à Jacques de Molay.

### Jeux-vidéo
- Dans Assassin's Creed Unity, Jacques de Molay apparaît lors du prologue en possession d'artefacts qui sont essentiels à l'intrigue principale. Le joueur assiste à son arrestation et à son exécution.

### Sources médiévales
- Chronique du Templier de Tyr, XIVe siècle.
- Grandes Chroniques de France, XIVe siècle.
- (la) Nicolas IV et Ernest Langlois (contributeur), Les registres de Nicolas IV : recueil des bulles de ce pape, Ernest Thorin, 1886, 1301 p., lire en ligne sur Gallica.
- (la) Boniface VIII, Les registres de Boniface VIII : recueil des bulles de ce pape, E. de Boccard, 1907-1939, 4 vol. (lire en ligne).
- Yvonne Lanhers et Cyrille Vogel, Tables des registres de Clément V, E. de Boccard, 1948 (OCLC 715977748).
  - (la) Regestum Clementis papae V [annus primus - annus nonus], 1885, 9 vol. (lire en ligne).
- (en) Barbara Frale, « The Chinon chart. Papal absolution to the last Templar, Master Jacques de Molay », Journal of Medieval History, vol. 30, no 2,‎ avril 2004, p. 109-134 (DOI 10.1016/j.jmedhist.2004.03.004, lire en ligne).
- S. Leroy, « Jacques de Molay et les templiers franc-comtois d'après les actes du procès », Bulletin de la Société grayloise d'émulation, vol. 3,‎ 1900, p. 119 à 231.
- (fr + la) Georges Lizerand, Le Dossier de l'affaire des Templiers : Textes latin et traductions [« Ordres d'arrestations, procès-verbaux des interrogatoires, dépositions des témoins »], Les Belles Lettres, coll. « Les classiques de l'histoire de France au Moyen Âge », 2006, 4e éd. (1re éd. 1923).
- (de + la) Heinrich Finke, Acta aragonensia : Quellen zur deutschen, italienischen, französischen, spanischen, zur Kirchen- und Kulturgeschichte aus der diplomatischen Korrespondenz Jaymes II. (1291-1327), W. Rothschild, 1908, clxxxx + 975 (OCLC 04414888, lire en ligne).
- (de) Heinrich Finke, Papsttum und Untergang des Templerordens, vol. 1 & 2, 1907 (lire en ligne).

### Ouvrages contemporains
- Malcolm Barber (trad. de l'anglais par Sylvie Deshayes), Le Procès des Templiers, Paris, Tallandier, coll. « Texto », 2007, 496 p. (ISBN 978-2-84734-429-5).
- Alain Demurger, Les Templiers, une chevalerie chrétienne au Moyen Âge, Paris, Seuil, coll. « Points Histoire », 2008 (1re éd. 2005), 664 p., poche (ISBN 978-2-7578-1122-1).
- Alain Demurger, Jacques de Molay : Le crépuscule des Templiers, Paris, Payot, coll. « Petite Bibliothèque », 2014, 415 p. (ISBN 978-2-228-91024-8, présentation en ligne).
- Philippe Josserand, Jacques de Molay : le dernier grand-maître des Templiers, Paris, Les Belles Lettres, 2019.
- (en) Anthony Luttrell, « The Election of the Templar Master Jacques de Molay », dans Jochen Burgtorf, Paul Crawford, Helen Nicholson, The Debate on the Trial of the Templars, 1307-1314, Ashgate Publishing, 2010 (ISBN 978-0-7546-6570-0, lire en ligne), p. 21-32.
- Eric MOULIN-ZINUTTI, La malédiction de l'aïeul, Editions Mémoire et Documents  Avril 2023.